# Eilhardus Lubinus

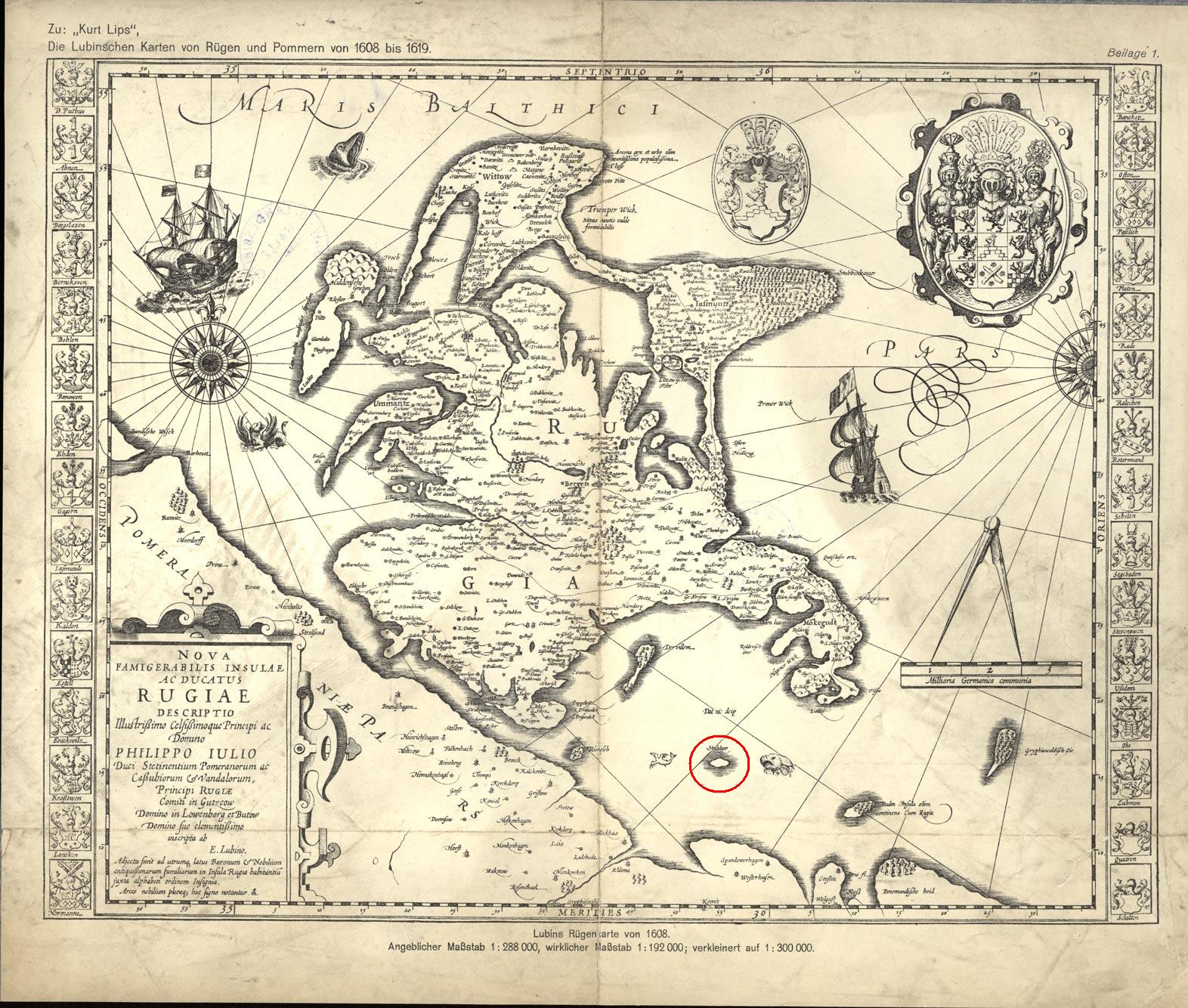
Mapa Rugii z 1608

Wielka Mapa Księstwa Pomorskiego z 1610-18

Eilhardus Lubinus, także Eilhard Lubinus (właśc. Eilhard Lübben, ur. 24 marca 1565 w Westerstede, zm. 2 czerwca 1621 w Rostocku) – niemiecki matematyk i teolog protestancki, filozof, kartograf, filolog klasycznej greki i łaciny, jak również poeta.
Urodził się w rodzinie pastora Friedericha Lübbena i Cathariny z d. Blunings. Dzięki stypendium hrabiego Oldenburga Jana VII Budowniczego Grobli w latach 1585–1591 studiował kolejno w Lipsku, Kolonii, Helmstädt, Strassburgu, Jenie, Marburgu i Rostocku. Karierę naukową związał z tym ostatnim, gdzie 2 września 1591 roku zdobył tytuł magister atrium (magistra sztuk wyzwolonych).
Eilhardus Lubinus jest autorem mapy Księstwa rugijskiego, wydanej w 1608.
W latach 1608–1614 na zamówienie księcia szczecińskiego Filipa II stworzył mapę Księstwa Pomorskiego połączoną z drzewem genealogicznym książąt pomorskich, zatytułowaną NOVA NOVA ILLUSTRISSIMI PRINCIPATUS POMERANIÆ DESCRIPTIO cum adjunctà Principum Genealogià et Principum veris et potiorum Urbium imaginibus et Nobilium insignibus. W drzewie genealogicznym zostały umieszczone portrety książąt, w obramieniu mapy – panoramy najważniejszych miast Pomorza. Autor dla ustalenia danych geograficznych dużo podróżował po terenie i wydał swoją pracę w formacie 1,25 × 2,21 m i w skali 1:235 000, co było na owe czasy wielkim osiągnięciem. Jego mapy miały wiele wydań i stanowiły bazę do prac innych kartografów.
Eilhardus Lubinus był także wydawcą autorów klasycznych i teologiem ewangelickim. Wydawał dzieła Anakreonta, Horacego, Hipokratesa. Stworzył też słownik grecko-łaciński Lexicon Clavis Graecae Linguae, który cieszył się wielką popularnością i doczekał się 11 wydań za życia autora i wielu wznowień po jego śmierci, także zagranicznych; ostatnie w 2010.
Pochowany został w niezachowanym kościele św. Jakuba w Rostocku.

## Literatura
- materiały do wystawy „Lubinus mniej znany”, Zamek Książąt Pomorskich w Szczecinie, 17 kwietnia – 2 czerwca 2019
- strona internetowa http://lubinus.pl/ – uzupełnienie wydawnictwa „POLSKO-NIEMIECKI PRZEWODNIK SZLAKIEM MAPY LUBINUSA”, Zamek Książąt Pomorskich w Szczecinie, 2014